# Venturiocistella
Venturiocistella is een geslacht van schimmels behorend tot de familie Hyphodiscaceae. Het geslacht werd voor het eerst in 1979 beschreven door Raitv..

## Soorten
Volgens Index Fungorum telt het geslacht acht soorten (peildatum januari 2022):
| Soortnaam                                          | Auteur(s)                    | Publicatiejaar |
| -------------------------------------------------- | ---------------------------- | -------------- |
| Venturiocistella diversipila (Bladpenseelbekertje) | (Graddon) Baral              | 1993           |
| Venturiocistella gaylussaciae                      | Baral                        | 1993           |
| Venturiocistella heterotricha                      | (Graddon) Baral              | 1993           |
| Venturiocistella japonica                          | Hosoya, Y. Harada & Y. Otani | 1999           |
| Venturiocistella pini (Dennenpenseelbekertje)      | (Höhn.) Baral                | 1993           |
| Venturiocistella ulicicola                         | (Graddon) Baral              | 1993           |
| Venturiocistella uliginosa                         | Raitv.                       | 2004           |
| Venturiocistella venturioides                      | (Sacc. & Romell) Raitv.      | 1979           |